# Ospedale Sacro Cuore di Gesù
L'ospedale Sacro Cuore di Gesù è un ospedale dell'ordine dei Fatebenefratelli situato a Benevento.

## Storia
Nunzio Limata elargì nel suo testamento i fondi necessari per costruire un ospedale, il testamento venne letto alla sua morte il 20 agosto 1602, sempre nel documento indicava anche chi dovesse gestire l'ospedale i "padri fatebenefratelli".
Il 25 novembre 1610 il cardinale Pompeo Arrigoni aggiunse all'ospedale alcune sue donazioni, e con rendite di tre confraternite, riuscì a trasformare in ospedale l'antico monastero femminile di San Diodato che si trovava nei pressi di Porta Rettore e il 22 aprile 1614 affidò la gestione di tale edificio ai Fatebenefratelli venuti da Napoli. Il cardinale Orsini donò sia suoi beni che una farmacia, mentre il 31 ottobre 1849 venne in visita Pio IX e lo stesso fece Gioacchino Pecci, futuro Leone XIII.
Nel 1885, fra' Pietro, autorizzato dal papa Leone XIII, concesse il suo possedimento terriero nella contrada Calore per la costruzione di un nuovo ospedale detto Sacro Cuore di Gesù. Il progetto fu di Ettore Satriano e venne costruito da Luigi Zoppoli nel 1893 ed inaugurata l'anno successivo, al suo interno vi era anche un ambulatorio che offriva la sua opera gratuitamente ai poveri. Venne ampliato negli anni successivi al secondo dopoguerra.
Agli inizi del XX secolo venne aggiunta, grazie al cardinale Alessio Ascalesi, la parrocchia del Sacro Cuore.